# Foro de la Justicia (Hamburgo)

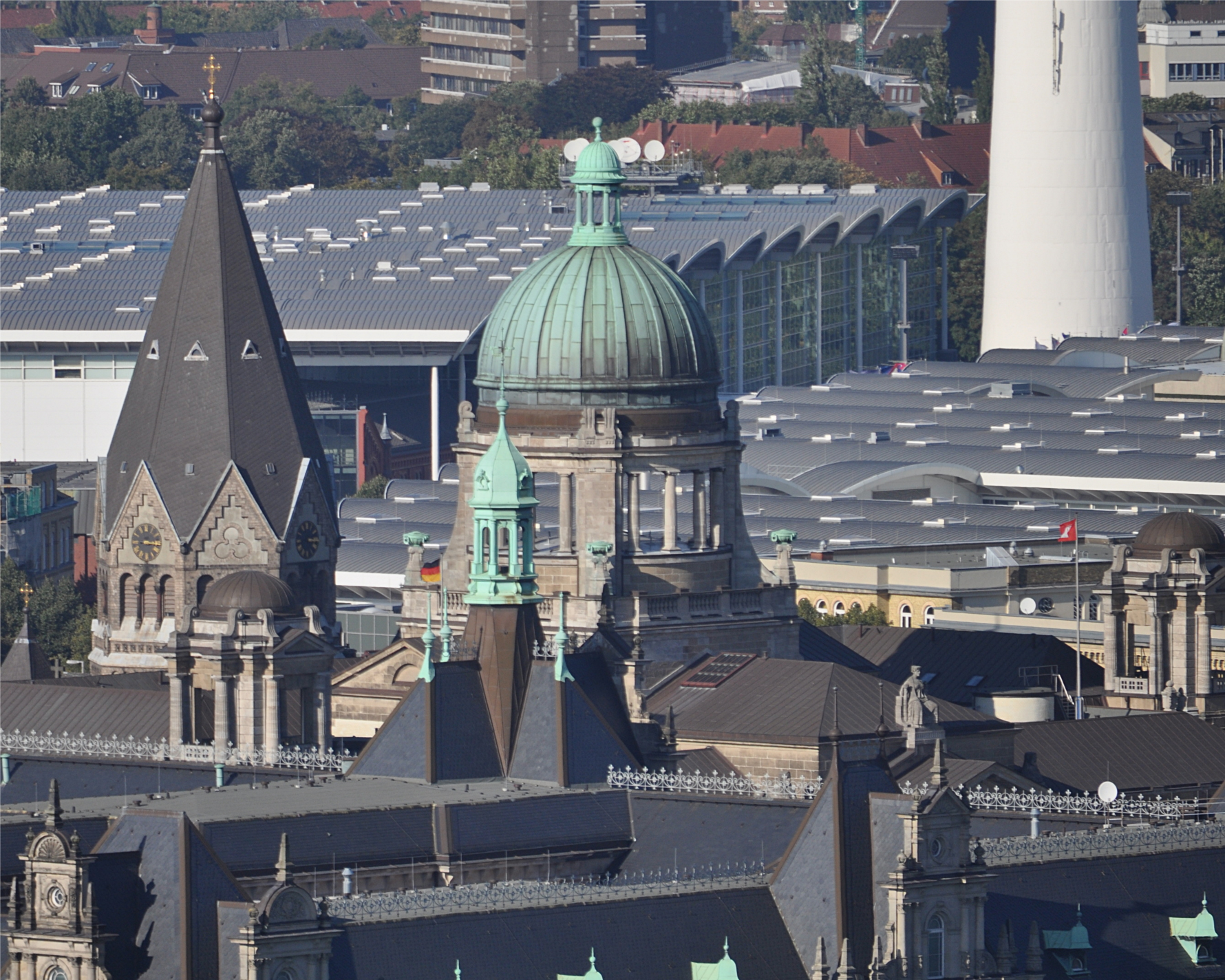
La cúpula y tejados del Foro de la Justicia, vista norte

El Foro de la Justicia de Hamburgo (en alemán: Justizforum Hamburg), o sencillamente Justizforum, es un complejo arquitectónico y monumental de la Neustadt de Hamburgo, al norte de Alemania, que reúne a los tribunales de justicia más importantes de esta ciudad-estado (tanto estatales como municipales). Tanto el Foro en su conjunto como los edificios que lo conforman forman parte del registro de Monumentos Históricos de Hamburgo, formando por tanto parte del registro de Patrimonio Histórico de Alemania.

## Descripción
El Justizforum consta de tres edificios históricos dispuestos en forma de U en torno a la Sievekingplatz, plaza que desde 1912 lleva el nombre del primer presidente del Tribunal Superior de Justicia de Hamburgo, y más tarde senador de la ciudad, Ernst Friedrich Sieveking. En el centro de la U se encuentra el Tribunal Superior de Justicia, flanqueado por los llamados Edificio de Justicia Civil (Ziviljustizgebäude) y Edificio de Justicia Penal (Strafjustizgebäude).

### Tribunales incluidos
Siendo Hamburgo tanto ciudad como estado federado, el Justizforum reúne a los tribunales más importantes de ambas demarcaciones administrativas:
- A nivel de estado:
  - El Tribunal Constitucional de Hamburgo (Hamburgisches Verfassungsgericht), es el tribunal que se dedica al control e interpretación de la constitución alemana en la ciudad-estado de Hamburgo.
  - El Tribunal Hanseático Superior de Justicia (Hanseatisches Oberlandesgericht), es el tribunal superior de justicia del estado hamburgués. Recibe su nombre de su función durante la existencia de la Liga Hanseática, mientras que el nombre de la ciudad sigue siendo a día de hoy Ciudad Libre y Hanseática de Hamburgo.
- A nivel municipal:
  - El Tribunal de Distrito de Hamburgo (Landgericht Hamburg), es el tribunal de justicia principal de la ciudad de Hamburgo (es decir, la instancia superior a nivel municipal). Los tribunales de distrito en Alemania encabezan la jerarquía judicial de las grandes ciudades y de los municipios que caen en su territorio.
  - El Juzgado de Primera Instancia de Hamburgo (Amtsgericht Hamburg), es uno de ocho juzgados de primera instancia de la ciudad de Hamburgo. Recibe el nombre genérico «de Hamburgo», habiendo sido el primero de la ciudad, formando parte del mismo conjunto de edificios, aunque en realidad su jurisdicción se limita al distrito de Neustadt (los otros tribunales de primera instancia se encuentran en sus respectivos distritos o barrios).

## Arquitectura y simbolismo

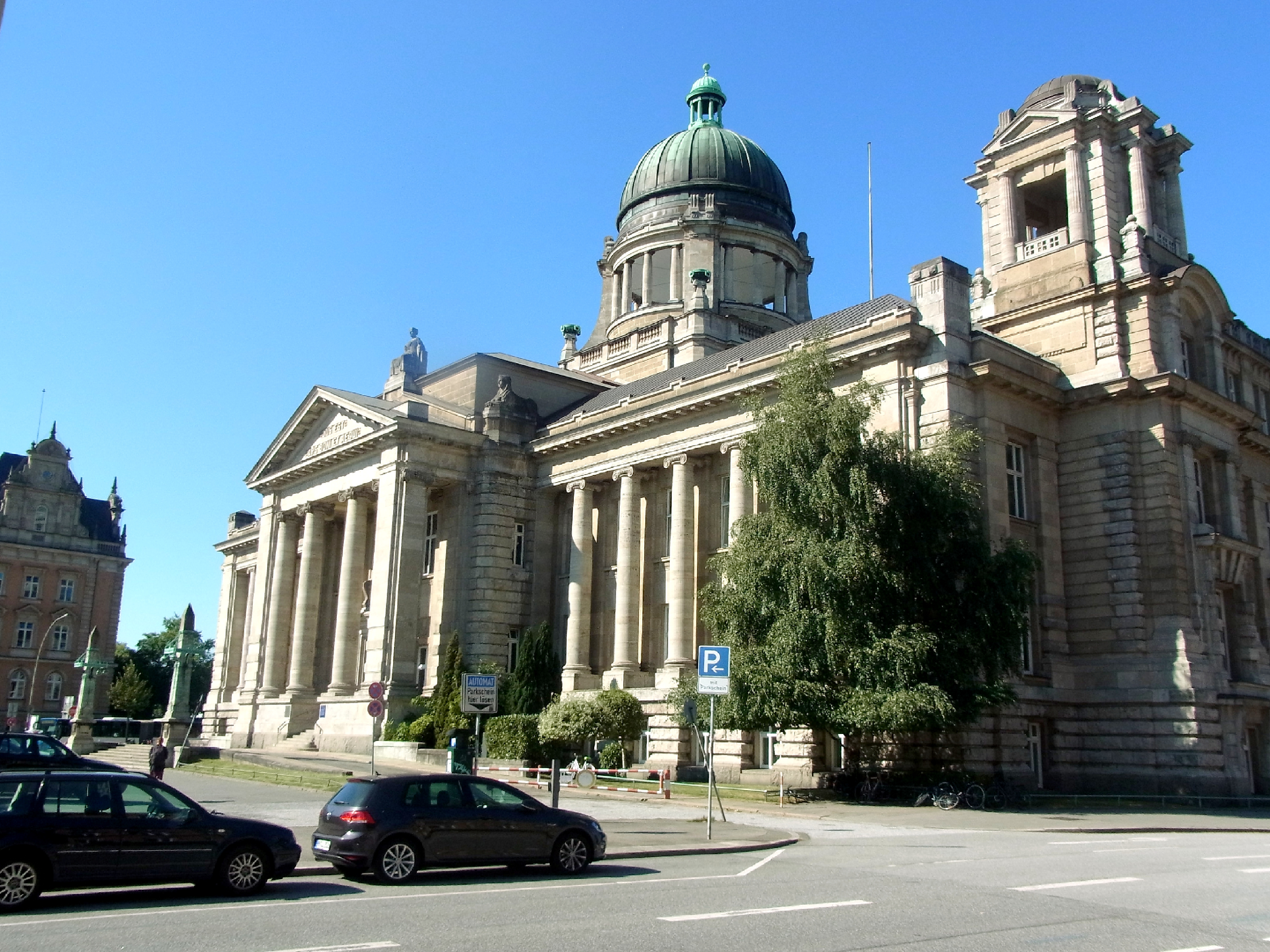
El edificio central (Tribunal Superior y Corte Constitucional)

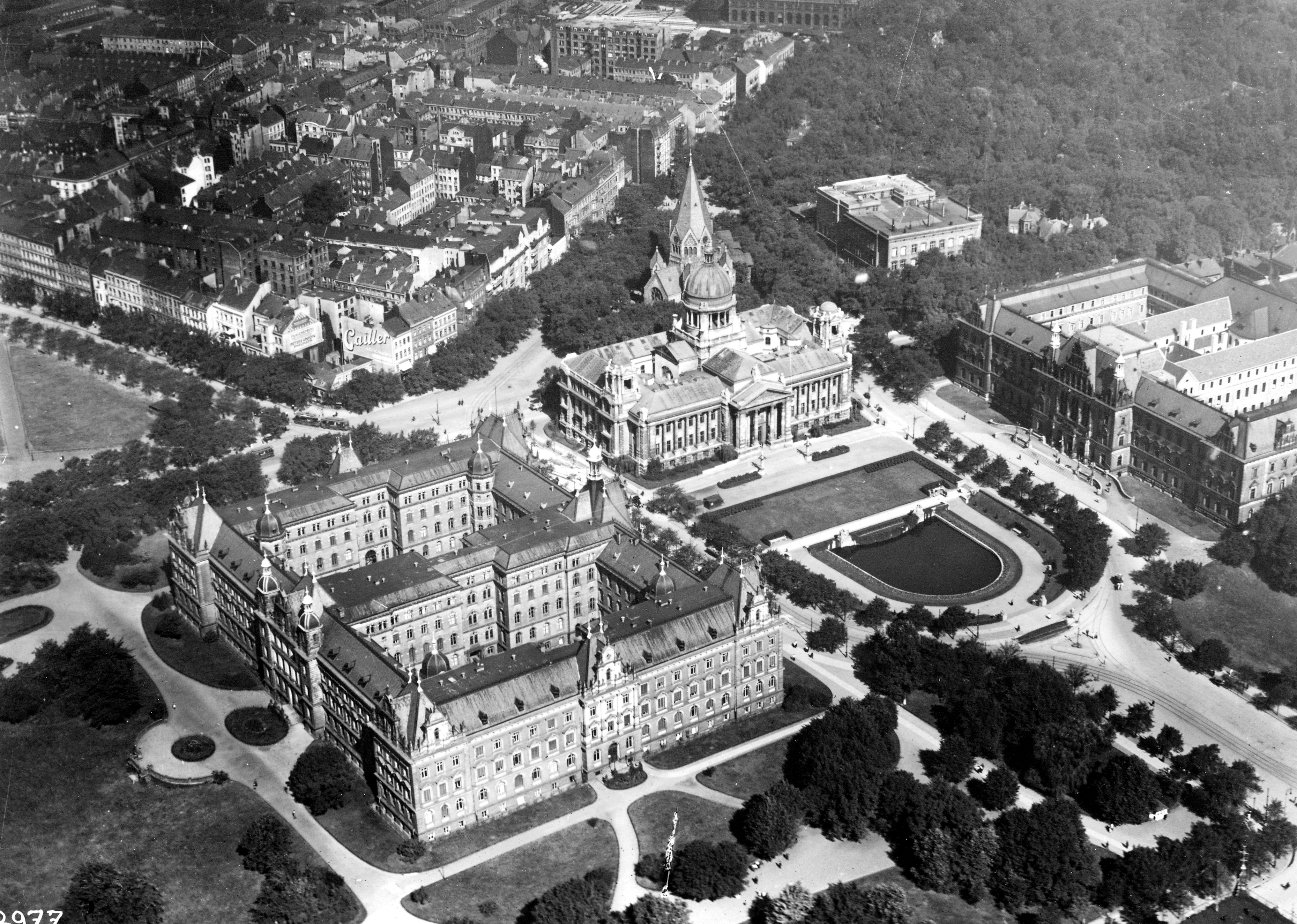
El Foro de la Justicia en 1920

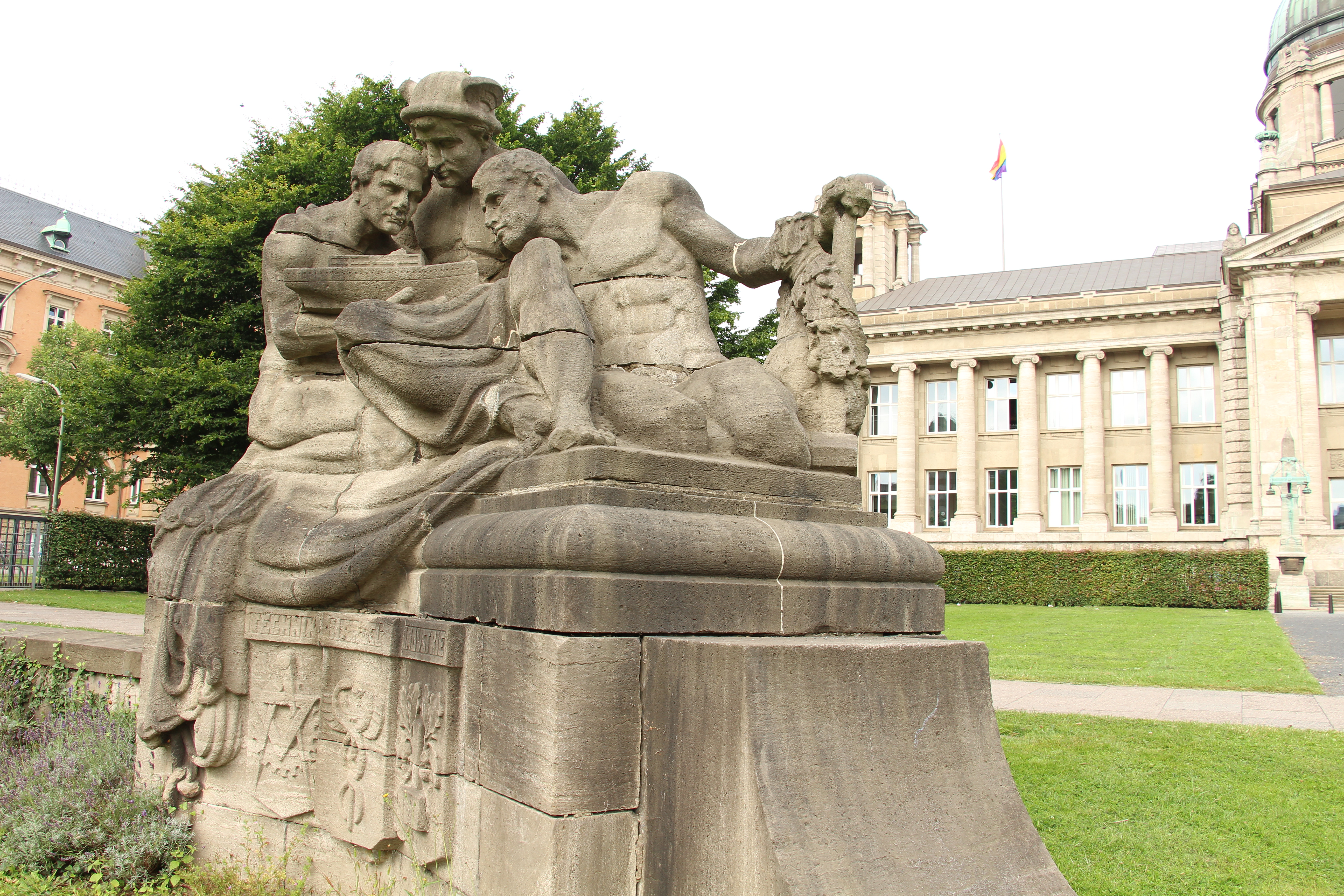
«Los científicos», de los grupos de figuras frente al Tribunal Supremo de Justicia

### Edificio central: Tribunal Superior y Corte Constitucional
El edificio central del Justizforum fue construido entre 1907 y 1912, considerado el magnum opus del estudio de arquitectos Lundt & Kallmorgen, de los más importantes del norte del Alemania en aquellos años. Siendo la última obra del complejo, fue destinado para alojar el Tribunal Superior Hanseático, que en aquel entonces fue la instancia judicial superior del conjunto de tres «ciudades hanseáticas libres», a saber, Lübeck (hasta 1937), Bremen (hasta 1947) y Hamburgo. Además del tribunal superior, este edificio alberga también el Tribunal Constitucional de Hamburgo.
En el friso que adorna la fachada principal luce la frase en latín, atribuida a Celso:
| ius est ars boni et aequi Lo correcto es el arte de lo bueno y lo justo |

Directamente por encima del friso hay una representación escultórica de la Dama de la Justicia que toma la forma de una vidente, mientras que a ambos lados del friso se exhiben dos esfinges como símbolos de virtud de la justicia. La cúpula de la estructura monumental, de 52 metros de altura, se eleva sobre una extensa sala interior, desde la cual dos escaleras conducen hacia el primer piso. Los espacios más destacados del edificio —arquitectónica y artísticamente— son la Sala de Plenos y la biblioteca en el primer piso.
Una placa conmemorativa discreta a la izquierda de la entrada principal al Tribunal Superior de Justicia recuerda a los visitantes las sentencias y consecuencias jurídicas de la era nacionalsocialista:

Wir gedenken der Opfer, die von 1933 - 1945 durch Richter und Staatsanwälte der Hamburger Justiz entrechtet, mißachtet, gequält, ihrer Freiheit beraubt und zu Tode gebracht worden sind.

Ihr Leiden ist unsere Mahnung.
Recordamos a las víctimas que fueron privadas de sus derechos, desatendidas, torturadas, despojadas de sus libertadas y sentenciadas a morir por jueces y fiscales de la justicia hamburguesa entre 1933 y 1945.

Su sufrimiento es nuestro recordatorio (advertencia).

A la salida del tribunal, en una explanada, aparece grabado el número de 1933 en grandes dimensiones sobre un muro de hormigón gris, que forma parte del memorial creado en 1997 por la artista de instalaciones francoalemana Gloria Friedmann en nombre de las autoridades judiciales de la ciudad, con el fin de recordar a las víctimas del nazismo.
Al otro lado del mismo muro se muestra un extenso plano en color de la ciudad de Hamburgo frente a 90 estelas de hierro, sobre las que están colocadas macetas con distintas plantas, incluyendo rosas, ortigas, hierbas medicinales y hasta plantas venenosas. Esta amalgama vegetal simboliza las diferentes culturas, religiones, entornos sociales, naciones y regímenes.
Anteriormente se encontraba en el centro de la plaza una gran fuente ornamental que extraía su agua directamente de una fuente subterránea. La mayor parte de este monumento fue desmantelado en 1963 como parte de la reestructuración del «corredor verde» de las antiguas murallas de Hamburgo (parte del parque Planten un Blomen), en el marco de las preparaciones para la Exposición Internacional de Horticultura de ese año. Al día de hoy, solo quedan algunas de las figuras que fueron incorporadas a la fuente en 1912. 

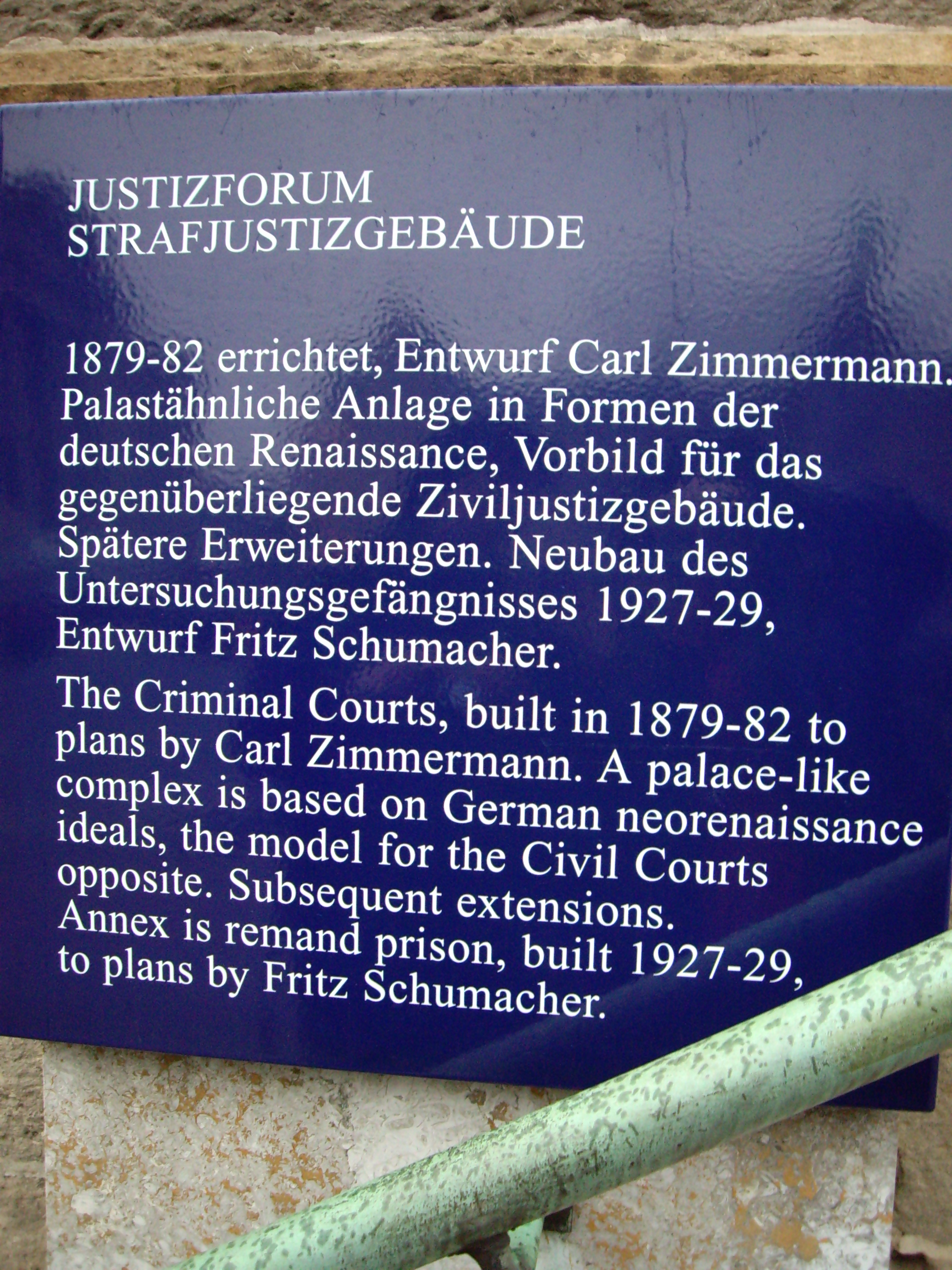

### Flanco nororiental: Edificio de Justicia Penal
El edificio que alberga las cortes penales de la ciudad de Hamburgo fue construido entre 1879 y 1882 bajo la tutela de Hans Zimmermann, arquitecto jefe del proyecto y responsable de la planificación urbana del Foro de la Justicia. Zimmermann aplicó en sus diseños elementos del Renacimiento alemán, tanto en el Edificio de Justicia Penal como en el Edificio de Justicia Civil que se encuentra enfrente (separados por la plaza). El edificio fue ampliado en dos ocasiones, la primera en 1895-1896 y la segunda entre 1911 y 1914, llegando a formar al cabo de esta segunda ampliación un rectángulo completo.
El edificio alberga las salas de lo penal del Tribunal de Distrito de Hamburgo y del Tribunal de Primera Instancia. Además, está conectado al norte con el centro de detención preventiva de Hamburgo.

### Flanco suroccidental: Edificio de Justicia Civil
El edificio que alberga las cortes de asuntos civiles formó la segunda parte del proyecto de Hans Zimmermann, construido entre 1898 y 1903 como contraparte del Edificio de Justicia Penal. 
Destacan los motivos renacentistas y una serie de figuras de bronce, que representan a importantes juristas de la historia de la ciudad y del conjunto de ciudades hanseáticas, incluyendo presidentes del Tribunal Superior de Apelaciones y del Tribunal Superior de Justicia, fiscales, alcaldes y concejales.
En la muralla frente a la fachada oriental del edificio, se erigió en 1930 una versión en tamaño reducido del monumento al emperador Guillermo I en el Rathausmarkt. Como otras partes del Foro de la Justicia, el monumento fue dañado durante los bombardeos de Hamburgo en la Segunda Guerra Mundial, quedando intacta solo la estatua ecuestre, que fue trasladada en 1963 a la cercana Johannes-Brahms-Platz. 
Ya en la década de 1920, el edificio resultó ser demasiado pequeño para el conjunto de actividades para las que había sido destinado, al mismo tiempo que se criticaba públicamente su iluminación basada en gas. Como resultado, en 1927 algunos departamentos se trasladaron a Drehbahn, tras lo cual, entre 1928 y 1930, se construyó la destacable extensión semicircular, que resultó ser suficiente para incluir entidades antes ubicadas en otros sitios, como el Registro de la Propiedad de Hamburgo. Dicha extensión destaca por sus escaleras de hormigón armado que conducen a unos tragaluces de vidrio, con sus parapetos de cerámica de colores y una fuente de cinco metros de altura con figuras, obra de Richard Kuöhl, que se utiliza actualmente para la celebración de eventos públicos.